# Гаспарян, Грета
Грета Гаспарян (19 июля 1991, Степанаван, Армянская ССР) — российская футболистка, полузащитница.

## Биография
Воспитанница футбольной школы «Чертаново». Выступала за юношескую сборную Москвы.
На уровне национальных команд выступала за юниорскую и молодёжную сборную России. В составе молодёжной сборной (до 19 лет) была капитаном и забила 10 голов. В 2009 году стала автором хет-трика в игре с ровесницами из Греции.
В 2010 году перешла в клуб высшего дивизиона «ЦСП Измайлово». Дебютный матч за команду в высшей лиге сыграла 8 мая 2010 года против воронежской «Энергии», заменив на 90-й минуте Светлану Цидикову. В следующем сезоне была игроком стартового состава своего клуба. 4 июня 2011 года забила первый гол в высшей лиге, в ворота «Мордовочки». Всего за три года приняла участие в 47 матчах и забила 4 гола в чемпионате России. Осенью 2012 года прекратила выступления на высшем уровне.